# Grande Prêmio dos Estados Unidos de 1967
Resultados do Grande Prêmio dos Estados Unidos de Fórmula 1 realizado em Watkins Glen em 1º de outubro de 1967. Décima etapa do campeonato, foi vencido pelo britânico Jim Clark, que subiu ao pódio junto a Graham Hill numa dobradinha da Lotus-Ford, com Denny Hulme em terceiro pela Brabham-Repco.

## Classificação da prova
| Pos. | Nº | Piloto               | Construtor      | Voltas | Tempo/Diferença  | Grid | Pontos |
| ---- | -- | -------------------- | --------------- | ------ | ---------------- | ---- | ------ |
| 1    | 5  | Jim Clark            | Lotus-Ford      | 108    | 2:03:13.2        | 2    | 9      |
| 2    | 6  | Graham Hill          | Lotus-Ford      | 108    | + 6.3            | 1    | 6      |
| 3    | 2  | Denny Hulme          | Brabham-Repco   | 107    | + 1 volta        | 6    | 4      |
| 4    | 15 | Jo Siffert           | Cooper-Maserati | 106    | + 2 voltas       | 12   | 3      |
| 5    | 1  | Jack Brabham         | Brabham-Repco   | 104    | + 4 voltas       | 5    | 2      |
| 6    | 16 | Jo Bonnier           | Cooper-Maserati | 101    | + 7 voltas       | 15   | 1      |
| 7    | 22 | Jean-Pierre Beltoise | Matra-Ford      | 101    | + 7 voltas       | 18   |        |
| Ret  | 3  | John Surtees         | Honda           | 96     | Alternador       | 11   |        |
| Ret  | 9  | Chris Amon           | Ferrari         | 95     | Motor            | 4    |        |
| Ret  | 7  | Jackie Stewart       | BRM             | 72     | Injeção          | 10   |        |
| Ret  | 21 | Jacky Ickx           | Cooper-Maserati | 45     | Superaquecimento | 16   |        |
| Ret  | 19 | Guy Ligier           | Brabham-Repco   | 43     | Motor            | 17   |        |
| Ret  | 17 | Chris Irwin          | BRM             | 41     | Motor            | 14   |        |
| Ret  | 8  | Mike Spence          | BRM             | 35     | Motor            | 13   |        |
| Ret  | 4  | Jochen Rindt         | Cooper-Maserati | 33     | Motor            | 8    |        |
| Ret  | 11 | Dan Gurney           | Eagle-Weslake   | 24     | Suspensão        | 3    |        |
| Ret  | 14 | Bruce McLaren        | McLaren-BRM     | 16     | Vazamento d'água | 9    |        |
| Ret  | 18 | Moisés Solana        | Lotus-Ford      | 7      | Ignição          | 7    |        |

## Tabela do campeonato após a corrida
|        | Pos. | Piloto       | Pontos |
| ------ | ---- | ------------ | ------ |
|        | 1    | Denny Hulme  | 47     |
|        | 2    | Jack Brabham | 42     |
|        | 3    | Jim Clark    | 32     |
|        | 4    | Chris Amon   | 20     |
|        | 5    | John Surtees | 17     |
| Fonte: |      |              |        |

|        | Pos. | Construtor      | Pontos |
| ------ | ---- | --------------- | ------ |
|        | 1    | Brabham-Repco   | 61     |
|        | 2    | Lotus-Ford      | 35     |
|        | 3    | Cooper-Maserati | 27     |
|        | 4    | Ferrari         | 20     |
|        | 5    | Honda           | 17     |
| Fonte: |      |                 |        |

- Nota: Somente as primeiras cinco posições estão listadas. Cada piloto computaria cinco de seis resultados na primeira metade do campeonato e quatro de cinco na segunda metade. Neste ponto esclarecemos: na tabela dos construtores figurava somente o melhor colocado dentre os carros de um time e o campeão da temporada surge grafado em negrito.